# Daniel Ståhl
Daniel Ståhl (ur. 27 sierpnia 1992) – szwedzki lekkoatleta specjalizujący się w rzucie dyskiem. Złoty medalista olimpijski, mistrz oraz wicemistrz świata.
Bez awansu do finału startował w 2009 na mistrzostwach świata juniorów młodszych w Bressanone. Czwarty zawodnik młodzieżowych mistrzostw Europy w Tampere (2013). W 2015 zajął 5. miejsce na światowym czempionacie w Pekinie. Dwa lata później zdobył srebrny medal mistrzostw świata w Londynie. Wicemistrz Europy z 2018. W 2019 został w Dosze mistrzem świata. Podczas igrzysk olimpijskich rozgrywanych w Tokio wywalczył złoty medal. Czwarty zawodnik światowego czempionatu w Eugene (2022), natomiast rok później podczas kolejnej edycji zawodów w Budapeszcie zdobył swój drugi tytuł mistrzowski.
Złoty medalista mistrzostw Szwecji (także w pchnięciu kulą) oraz reprezentant kraju na drużynowych mistrzostwach Europy, pucharze Europy w rzutach i w meczach międzypaństwowych.
Rekord życiowy: 71,86 (29 czerwca 2019, Bottnaryd) rekord Szwecji, 6. wynik w historii światowej lekkoatletyki.

## Osiągnięcia
| Rok  | Impreza                                 | Miejsce               | Lokata            | Wynik |
| ---- | --------------------------------------- | --------------------- | ----------------- | ----- |
| 2009 | Mistrzostwa świata juniorów młodszych   | Bressanone            | el. – 16. miejsce | 53,94 |
| 2012 | Zimowy puchar Europy w rzutach          | Bar                   | 3. miejsce (U-23) | 57,45 |
| 2013 | Zimowy puchar Europy w rzutach          | Castellón de la Plana | 7. miejsce (U-23) | 56,67 |
| 2013 | Młodzieżowe mistrzostwa Europy          | Tampere               | 4. miejsce        | 61,29 |
| 2014 | Zimowy puchar Europy w rzutach          | Leiria                | 2. miejsce (U-23) | 57,70 |
| 2014 | Superliga drużynowych mistrzostw Europy | Brunszwik             | 11. miejsce       | 57,24 |
| 2014 | Mistrzostwa Europy                      | Zurych                | el. – 24. miejsce | 59,01 |
| 2015 | Superliga drużynowych mistrzostw Europy | Czeboksary            | –                 | NM    |
| 2015 | Mistrzostwa świata                      | Pekin                 | 5. miejsce        | 64,73 |
| 2016 | Mistrzostwa Europy                      | Amsterdam             | 5. miejsce        | 64,77 |
| 2016 | Igrzyska olimpijskie                    | Rio de Janeiro        | el. – 14. miejsce | 62,26 |
| 2017 | Puchar Europy w rzutach                 | Las Palmas            | 4. miejsce        | 61,51 |
| 2017 | I liga drużynowych mistrzostw Europy    | Vaasa                 | 1. miejsce        | 66,41 |
| 2017 | Mistrzostwa świata                      | Londyn                | 2. miejsce        | 69,19 |
| 2018 | Puchar Europy w rzutach                 | Leiria                | 1. miejsce        | 66,81 |
| 2018 | Mistrzostwa Europy                      | Berlin                | 2. miejsce        | 68,23 |
| 2018 | Puchar interkontynentalny               | Ostrawa               | 5. miejsce        | 64,84 |
| 2019 | Superliga drużynowych mistrzostw Europy | Bydgoszcz             | 3. miejsce        | 61,38 |
| 2019 | Mistrzostwa świata                      | Doha                  | 1. miejsce        | 67,59 |
| 2021 | Igrzyska olimpijskie                    | Tokio                 | 1. miejsce        | 68,90 |
| 2022 | Mistrzostwa świata                      | Eugene                | 4. miejsce        | 67,10 |
| 2022 | Mistrzostwa Europy                      | Monachium             | 5. miejsce        | 66,39 |
| 2023 | I dywizja drużynowych mistrzostw Europy | Chorzów               | 1. miejsce        | 67,25 |
| 2023 | Mistrzostwa świata                      | Budapeszt             | 1. miejsce        | 71,46 |
| 2024 | Mistrzostwa Europy                      | Rzym                  | 4. miejsce        | 66,84 |
| 2024 | Igrzyska olimpijskie                    | Paryż                 | 7. miejsce        | 66,95 |
| 2025 | I dywizja drużynowych mistrzostw Europy | Madryt                | 1. miejsce        | 68,36 |